# Вусик Олекса Сергійович
Вусик Олекса Сергійович (нар. 12 грудня 1937, с. Говтва Козельщинського району Полтавської області — 4 березня 2017.) — український письменник, прозаїк, гуморист, лексикограф. Член НСПУ.

## Життєпис
Народився 12 грудня 1937 в селі Говтва Козельщинського району Полтавської області.
Закінчив Сухорабівську середню школу, далі вчився на філологічному факультеті Київського університету ім. Т. Г. Шевченка. Після закінчення в 1960 р. приїхав до Дніпропетровська. Працював на журналістській роботі, до 1967-го був кореспондентом, згодом — головним редактором Дніпропетровського обласного комітету телебачення та радіомовлення. Працював у пресі, головним редактором Дніпропетровського обласного комітету з телебачення та радіомовлення, а також відповідальним секретарем в апараті Дніпропетровської організації НСПУ.
З 1974 член Національної Спілки письменників України.

## Творчість
1966 вийшла колективна гумористична збірка «Молоді вишнівці», де було вміщено добірку оповідань та епіграм Вусика. Після того з'явились книжки, численні публікації в журналах «Вітчизна», «Прапор», «Україна», де Олекса Сергійович друкував байки, оповідання, повісті. Дещо з цих матеріалів надруковано на сторінках журналу «Борисфен», виступав Олекса Вусик з ними і по радіо.
Автор збірок гумору і сатири «На вус намотане» (Дніпропетровськ, 1967), «Між нами, хлопці, кажучи» (Дніпропетровськ, 1972), «Нокаут» (Київ, 1977), «Реальні нереальності» (Дніпропетровськ, 1984), повістей «Сьогодні або ніколи» (Дніпропетровськ, 1975), «Зустрінемось у саду» (Дніпропетровськ, 1986), роману «Не зів'януть безсмертники» (Дніпропетровськ, 1978)/

Уклав і видав «Словник українських синонімів» (2000, Дніпропетровськ), друге доповнене видання «Словник українських синонімів» перевидано у видавництві «Навчальна книга — Богдан» (Тернопіль, 2013), куди увійшли не лише окремі слова, а й вирази, народні примовки, жартівливі порівняння.
Співавтор аудіокниги «Письменники Дніпропетровщини — шкільним бібліотекам» (2012, Дніпропетровськ).

## Нагороди й відзнаки
- Грамота Президії Верховної Ради УРСР,
- знак «Відмінник телебачення й радіомовлення».
- Лауреат літературної премії ім. Д.Яворницького.
- Лауреат літературної премії ім. Валер'яна Підмогильного.